# Tulsa Oilers
I Tulsa Oilers sono una squadra di hockey su ghiaccio dell'ECHL con sede nella città di Tulsa nello stato dell'Oklahoma. Nel corso della storia si sono susseguite diverse formazioni denominate Oilers, la più antica delle quali risalente al 1928. Fino al 2014 gli Oilers giocavano nella Central Hockey League.

## Storia

### AHA e USHL
I primi Tulsa Oilers nacquero nel 1928 e presero parte alla American Hockey Association come nuovo expansion. Disputarono i loro incontri casalinghi presso il Tulsa Coliseum vincendo due titoli nel 1929 e nel 1931. Dopo una breve parentesi a Saint Paul la squadra fece ritorno a Tulsa fino al 1942, quando la lega fu costretta a sciogliersi a causa della seconda guerra mondiale.
La AHA rinacque con il nome di United States Hockey League dopo il conflitto mondiale e gli Oilers presero parte a tutte le stagioni della lega fino alla sua chiusura avvenuta nel 1951.

### CHL 1964-1984
Dopo oltre dieci anni di assenza gli Oilers rinacquero un'altra volta nel 1964 iscrivendosi alla Central Professional Hockey League, divenuta dopo poco tempo Central Hockey League. La formazione di Tulsa vinse il trofeo della Adams Cup in tre occasioni: 1967-1968, 1975-76, e 1983-84. Nell'ultima stagione di vita della lega gli Oilers furono costretti a lasciare la città per motivi finanziari e disputarono tutti gli incontri rimasti in trasferta; nonostante i disagi la squadra prese parte ai playoff fino al successo finale.

### CHL 1992-2014
Nel 1992 fu creata una nuova Central Hockey League e i Tulsa Oilers furono una delle squadre fondatrici della lega. Proprio al primo anno gli Oilers si aggiudicarono il campionato. Nelle stagioni successive si qualificarono costantemente ai playoff senza però ritrovare la vittoria. Dopo quasi 30 anni nella stagione 2010-2011 gli Oilers annunciarono la partnership con una franchigia della National Hockey League, i Colorado Avalanche e il loro farm team principale in American Hockey League dei Lake Erie Monsters.

### ECHL dal 2014
Nell'ottobre del 2014 la Central Hockey League annunciò la fusione immediata con la ECHL e i sette club rimasti furono accettati nell'altro campionato. Oltre agli Oilers si unirono alla ECHL gli Allen Americans, i Brampton Beast, i Quad City Mallards, i Missouri Mavericks, i Rapid City Rush e i Wichita Thunder

### Affiliazioni
Nel corso della loro storia i Tulsa Oilers sono stati affiliati alle seguenti franchigie della National Hockey League, World Hockey Association e American Hockey League:
- Boston Bruins: (NHL 1948-1950)
- Toronto Maple Leafs: (NHL 1964-1973)
- Phoenix Roadrunners: (WHA 1974-1975)
- Vancouver Blazers: (WHA 1974-1975)
- Atlanta Flames: (NHL 1975-1979)

- Vancouver Canucks: (NHL 1975-1978)
- Winnipeg Jets: (NHL 1979-1982)
- New York Rangers: (NHL 1982-1984)
- Lake Erie Monsters: (AHL 2010-2011)
- Manitoba Moose: (AHL 2015-)

## Record della franchigia

### Singola stagione
Gol: 74  Luc Beausoleil (1997-98)
Assist: 100  Doug Lawrence (1996-97)
Punti: 127  Doug Lawrence (1996-97) e  Luc Beausoleil (1997-98)
Minuti di penalità: 466  Curtis Voth (1999-2000)

### Carriera
Gol: 286  Luc Beausoleil
Assist: 560  Doug Lawrence
Punti: 713  Doug Lawrence
Minuti di penalità: 1571  Doug Lawrence
Partite giocate: 428  Doug Lawrence

## Palmarès

### Premi di squadra
- American Hockey Association: 2

1928-1929, 1930-1931
- Adams Cup: 3

1967-1968, 1975-1976, 1983-1984
- William “Bill” Levins Memorial Cup: 1

1992-1993

### Premi individuali
- Bob Gassoff Trophy: 1

Grant Ledyard: 1983-1984
- Don Ashby Memorial Trophy: 1

Glen Surbey: 1976-1977
- Jake Milford Trophy: 4

John McLellan: 1968-1969
Marcel Pronovost: 1969-1970
Orland Kurtenbach: 1975-1976
Tom Webster: 1983-1984
- Ken McKenzie Trophy: 3

Mike Walton: 1964-1965
Brad Gassoff: 1975-1976
Glen Hanlon: 1977-1978
- Terry Sawchuk Trophy: 1

Ron Scott e John Vanbiesbrouck: 1983-1984
- Tommy Ivan Trophy: 2

Danny Johnson: 1969-1970
John Vanbiesbrouck: 1983-1984